# 1961年
1961年（1961 ねん）は、西暦（グレゴリオ暦）による、日曜日から始まる平年。昭和36年。

## 他の紀年法
- 干支：辛丑（かのと うし）
- 日本（月日は一致）
  - 昭和36年
  - 皇紀2621年
- 中華民国（月日は一致）
  - 中華民国50年
- 韓国・朝鮮（月日は一致）
  - 檀紀4294年
  - 主体50年
- 仏滅紀元：2503年 - 2504年
- イスラム暦：1380年7月13日 - 1381年7月23日
- ユダヤ暦：5721年4月13日 - 5722年4月24日
- 修正ユリウス日(MJD)：37300 - 37664
- リリウス日(LD)：138141 - 138505

※檀紀は、大韓民国で1948年に法的根拠を与えられたが、この年の年号廃止の法令を制定に伴い1962年1月1日より廃止。

※主体暦は、朝鮮民主主義人民共和国で1997年に制定された。

## カレンダー
| 1月 |    |    |    |    |    |    |
| 日  | 月 | 火 | 水 | 木 | 金 | 土 |
| 1   | 2  | 3  | 4  | 5  | 6  | 7  |
| 8   | 9  | 10 | 11 | 12 | 13 | 14 |
| 15  | 16 | 17 | 18 | 19 | 20 | 21 |
| 22  | 23 | 24 | 25 | 26 | 27 | 28 |
| 29  | 30 | 31 |    |    |    |    |
|     |    |    |    |    |    |    |

| 2月 |    |    |    |    |    |    |
| 日  | 月 | 火 | 水 | 木 | 金 | 土 |
|     |    |    | 1  | 2  | 3  | 4  |
| 5   | 6  | 7  | 8  | 9  | 10 | 11 |
| 12  | 13 | 14 | 15 | 16 | 17 | 18 |
| 19  | 20 | 21 | 22 | 23 | 24 | 25 |
| 26  | 27 | 28 |    |    |    |    |
|     |    |    |    |    |    |    |

| 3月 |    |    |    |    |    |    |
| 日  | 月 | 火 | 水 | 木 | 金 | 土 |
|     |    |    | 1  | 2  | 3  | 4  |
| 5   | 6  | 7  | 8  | 9  | 10 | 11 |
| 12  | 13 | 14 | 15 | 16 | 17 | 18 |
| 19  | 20 | 21 | 22 | 23 | 24 | 25 |
| 26  | 27 | 28 | 29 | 30 | 31 |    |
|     |    |    |    |    |    |    |

| 4月 |    |    |    |    |    |    |
| 日  | 月 | 火 | 水 | 木 | 金 | 土 |
|     |    |    |    |    |    | 1  |
| 2   | 3  | 4  | 5  | 6  | 7  | 8  |
| 9   | 10 | 11 | 12 | 13 | 14 | 15 |
| 16  | 17 | 18 | 19 | 20 | 21 | 22 |
| 23  | 24 | 25 | 26 | 27 | 28 | 29 |
| 30  |    |    |    |    |    |    |
|     |    |    |    |    |    |    |

| 5月 |    |    |    |    |    |    |
| 日  | 月 | 火 | 水 | 木 | 金 | 土 |
|     | 1  | 2  | 3  | 4  | 5  | 6  |
| 7   | 8  | 9  | 10 | 11 | 12 | 13 |
| 14  | 15 | 16 | 17 | 18 | 19 | 20 |
| 21  | 22 | 23 | 24 | 25 | 26 | 27 |
| 28  | 29 | 30 | 31 |    |    |    |
|     |    |    |    |    |    |    |

| 6月 |    |    |    |    |    |    |
| 日  | 月 | 火 | 水 | 木 | 金 | 土 |
|     |    |    |    | 1  | 2  | 3  |
| 4   | 5  | 6  | 7  | 8  | 9  | 10 |
| 11  | 12 | 13 | 14 | 15 | 16 | 17 |
| 18  | 19 | 20 | 21 | 22 | 23 | 24 |
| 25  | 26 | 27 | 28 | 29 | 30 |    |
|     |    |    |    |    |    |    |

| 7月 |    |    |    |    |    |    |
| 日  | 月 | 火 | 水 | 木 | 金 | 土 |
|     |    |    |    |    |    | 1  |
| 2   | 3  | 4  | 5  | 6  | 7  | 8  |
| 9   | 10 | 11 | 12 | 13 | 14 | 15 |
| 16  | 17 | 18 | 19 | 20 | 21 | 22 |
| 23  | 24 | 25 | 26 | 27 | 28 | 29 |
| 30  | 31 |    |    |    |    |    |
|     |    |    |    |    |    |    |

| 8月 |    |    |    |    |    |    |
| 日  | 月 | 火 | 水 | 木 | 金 | 土 |
|     |    | 1  | 2  | 3  | 4  | 5  |
| 6   | 7  | 8  | 9  | 10 | 11 | 12 |
| 13  | 14 | 15 | 16 | 17 | 18 | 19 |
| 20  | 21 | 22 | 23 | 24 | 25 | 26 |
| 27  | 28 | 29 | 30 | 31 |    |    |
|     |    |    |    |    |    |    |

| 9月 |    |    |    |    |    |    |
| 日  | 月 | 火 | 水 | 木 | 金 | 土 |
|     |    |    |    |    | 1  | 2  |
| 3   | 4  | 5  | 6  | 7  | 8  | 9  |
| 10  | 11 | 12 | 13 | 14 | 15 | 16 |
| 17  | 18 | 19 | 20 | 21 | 22 | 23 |
| 24  | 25 | 26 | 27 | 28 | 29 | 30 |
|     |    |    |    |    |    |    |

| 10月 |    |    |    |    |    |    |
| 日   | 月 | 火 | 水 | 木 | 金 | 土 |
| 1    | 2  | 3  | 4  | 5  | 6  | 7  |
| 8    | 9  | 10 | 11 | 12 | 13 | 14 |
| 15   | 16 | 17 | 18 | 19 | 20 | 21 |
| 22   | 23 | 24 | 25 | 26 | 27 | 28 |
| 29   | 30 | 31 |    |    |    |    |
|      |    |    |    |    |    |    |

| 11月 |    |    |    |    |    |    |
| 日   | 月 | 火 | 水 | 木 | 金 | 土 |
|      |    |    | 1  | 2  | 3  | 4  |
| 5    | 6  | 7  | 8  | 9  | 10 | 11 |
| 12   | 13 | 14 | 15 | 16 | 17 | 18 |
| 19   | 20 | 21 | 22 | 23 | 24 | 25 |
| 26   | 27 | 28 | 29 | 30 |    |    |
|      |    |    |    |    |    |    |

| 12月 |    |    |    |    |    |    |
| 日   | 月 | 火 | 水 | 木 | 金 | 土 |
|      |    |    |    |    | 1  | 2  |
| 3    | 4  | 5  | 6  | 7  | 8  | 9  |
| 10   | 11 | 12 | 13 | 14 | 15 | 16 |
| 17   | 18 | 19 | 20 | 21 | 22 | 23 |
| 24   | 25 | 26 | 27 | 28 | 29 | 30 |
| 31   |    |    |    |    |    |    |
|      |    |    |    |    |    |    |

## できごと

### 1月
- 1月1日 - 松尾鉱山小学校の新年祝賀会で映画上映会に向かう生徒百数十名が階段で倒れ、児童10名が圧死、重軽傷者21人を出した[1]。
- 1月15日 - 横浜マリンタワー開業[2]。
- 1月17日
  - ドワイト・D・アイゼンハワーアメリカ合衆国大統領が退任演説の中で軍産複合体が国家におよぼす影響力について警告。
  - カタンガ国内に連行されたコンゴ共和国（コンゴ・レオポルドヴィル）の前首相パトリス・ルムンバが処刑される[3]。
- 1月20日 - ジョン・F・ケネディがアメリカ合衆国第35代大統領に就任。
- 1月22日 - サンタマリア号乗っ取り事件[4]。
- 1月24日 - 1961年ゴールズボロ空軍機事故。
- 1月30日 - 「ゲゲゲの鬼太郎」で知られる漫画家の水木しげる（本名・武良茂）と飯塚布枝が結婚。

### 2月
- 2月1日 - 嶋中事件発生（1人死亡、1人重傷）[5]。前年10月12日の浅沼稲次郎暗殺事件に続き17歳右翼少年が引き起こしたこの凶行は、日本中に再び衝撃を与えた。
- 2月14日 - 日活の人気スター、赤木圭一郎が東京都調布市の日活撮影所内でゴーカートを運転中に事故を起こし、意識不明の重体に[6]。1週間後の2月21日死亡した（享年21）。
- 2月15日 - サベナ航空548便墜落事故発生。
- 2月27日 - 愛知県名古屋市の大衆劇場「御園座」が火災により全焼。しかし迅速な避難活動により1人の犠牲者も出さなかった（その後、1963年3月に「御園座会館」[注釈 1]として再建される）。

### 3月
- 3月3日 - 前月、前モロッコ国王のムハンマド5世の崩御を受けて、ムハンマド6世の長男ハサン2世が王位を継承し、モロッコ国王に即位。
- 3月15日 - 栃木県日光市の日光東照宮薬師堂が火災焼失[7]。
- 3月28日
  - 東京都清掃局が路上のごみ箱を撤去、家庭の廃棄物を曜日毎に定期的に回収することを決定。
  - 三重県名張市で名張毒ぶどう酒事件発生、5人が死亡[8]。6日後の4月3日に容疑者の男を逮捕。
- 3月29日 - 第33回選抜高等学校野球大会が阪神甲子園球場で開幕。

### 4月
- 4月1日 - NHK富山教育テレビジョン開局。
- 4月3日 - NHK朝の連続テレビ小説放送開始。第1作は獅子文六原作の『娘と私』[8]。なお、みんなのうたも、同日から放送開始。
- 4月4日 - プロ野球が社会人野球との「3月からの半年間は社会人選手の獲得はできない」協定を破棄。プロ・アマが絶縁状態となる。
- 4月5日 - 第33回選抜高等学校野球大会の決勝が阪神甲子園球場で行われ、神奈川・法政大学第二高校がエース柴田勲の投打にわたる活躍でセンバツ初優勝。前年夏（第42回）に続いての優勝で、学制改革後初の夏春連覇を達成。
- 4月11日 - アイヒマン裁判。
- 4月12日 - 人類初の有人衛星、ソビエト連邦宇宙船ボストーク1号が、ユーリイ・ガガーリン飛行士を乗せ地球一周に成功。
- 4月15日 - ピッグス湾事件。
- 4月25日 - 大阪環状線全通[9]。
- 4月29日 - 3000人の吹奏楽の第1回大会がこの日、行われた。当時の大会名は1000人の合同演奏であった。

### 5月
- 5月5日 - アラン・シェパードを乗せた宇宙船マーキュリー・レッドストーン3号が打ち上げられる（アメリカ合衆国初の有人宇宙飛行）。
- 5月16日 - 大韓民国で、朴正煕ら軍事革命委員会によるクーデタが発生（5・16軍事クーデター）。
- 5月31日 - 南アフリカ連邦がイギリス連邦を脱退し、南アフリカ共和国となる。

### 6月
- 6月1日 - 名鉄7000系電車営業運転開始。
- 6月3日 - 4日 - ウィーン会談：アメリカ合衆国のケネディ大統領とソビエト連邦のニキータ・フルシチョフ首相がウィーンで会談。
- 6月6日 - モスクワ地下鉄環状線のセルプホフスカヤ駅がドブルイニンスカヤ駅に改名される。
- 6月12日 - 農業基本法公布[10]。
- 6月29日
  - 甲子園阪神パークのレオポンに3頭の兄弟が誕生。「ジョニー」「チェリー」「ディジー」と名づけられた。
  - 長野県大鹿村の大西山で大規模な山崩れが発生、42名が死亡。この前後、長野県を中心に集中豪雨による土砂災害が多く発生した（三六災害）。

### 7月
- 7月4日 - ソ連のホテル型原子力潜水艦K-19が、北海グリーンランド付近で原子炉冷却材システムにトラブルを起こし冷却水漏れ事故を起こした。

### 8月
- 8月1日
  - チェリオコーポレーション設立。
  - 第1次西成暴動[11]。
- 8月8日 - 仙台高裁、松川事件の差し戻し審で全員に無罪判決[12]。
- 8月11日 - 第43回全国高等学校野球選手権大会が開幕。
- 8月13日 - 東ドイツが東西ベルリンの境界を封鎖。後に境界線上に壁（ベルリンの壁）を建設。
- 8月15日 - 京葉道路が全国初の自動車専用道路に指定される（名神高速道路の初開通より2年前）[13]。
- 8月20日
  - 多摩川の河原にてアキシマクジラの化石が発見される。
  - 第43回全国高校野球選手権大会は大阪・浪商高校が2年生エース尾崎行雄の活躍で15年ぶり2度目の優勝。前日の準決勝で法政二高の史上初となる甲子園3連覇を阻止。

### 9月
- 9月1日（ - 6日）-  第一回非同盟諸国首脳会議（ベオグラード）。
- 9月3日 - 俳優・三船敏郎、ヴェネツィア国際映画祭で最優秀男優賞受賞[14]。
- 9月7日 - 後楽園球場の巨人-国鉄戦がプロ野球初の2日がかりの試合となる。
- 9月14日 - 1961年の西ドイツ空軍F-84機による領空侵犯事件おこる。
- 9月16日 - 台風18号が室戸岬に上陸し、大阪湾岸に大きな被害を出した[15]。
- 9月18日 - コンゴ共和国（コンゴ・レオポルドヴィル）からの分離独立を宣言したカタンガとコンゴ国連軍の間の停戦交渉を試みた国連事務総長ダグ・ハマーショルドが飛行機墜落事故で死亡[16]。
- 9月20日 - 武州鉄道建設計画をめぐる汚職事件で楢橋渡元運輸相夫妻を逮捕[17]。
- 9月25日 - 第39臨時国会召集（10月31日閉会）。
- 9月30日
  - 愛知用水完成[18]。
  - OEEC-欧州経済協力機構-が、OECD-経済協力開発機構-に改組。

### 10月
- 10月1日 - 旧秋田空港、第三種空港として認可・開港。日本国有鉄道で大規模ダイヤ改正（「サンロクトオ」）。
- 10月2日 - 当時共に大関の柏戸（第47代）、大鵬（第48代）が同時に横綱昇進（柏鵬時代の幕開け）[18]。
- 10月8日 - 第16回国民体育大会秋季大会開幕[19]。
- 10月20日 - 森光子主演による舞台「放浪記」（林芙美子原作・菊田一夫演出）が東京・芸術座で初演される[20]。
- 10月26日 - 文部省が中学校2・3年生の生徒を対象とした全国一斉学力テストを実施[21]。
- 10月30日 - 史上最大規模の水爆ツァーリ・ボンバの爆発実験。
- 10月31日 - 第二次スターリン批判を受けヨシフ・スターリンの遺体がレーニン廟から撤去される。

### 11月
- 11月1日 - 日本シリーズで巨人が南海を下し、6年ぶりに日本一。2年前（悪夢の4連敗）の雪辱を果たす。
- 11月11日 - アンネナプキン発売。
- 11月17日 - ニューギニア・イリアンジャヤの部族を研究していた民族学者のマイケル・ロックフェラー（ネルソン・ロックフェラーの息子）が行方不明となる。
- 11月27日 -  公明党の前身「公明政治連盟」発足

### 12月
- 12月7日 - チ-37号事件発生[22]。
- 12月9日 - 第40国会召集（1962年5月7日閉会）。
- 12月10日 - 伊豆急行線開業。
- 12月11日 - 大阪市営地下鉄中央線の大阪港駅 - 弁天町駅間が開業。
- 12月12日 - 三無事件[23]。

## スポーツ
- 大相撲（幕内最高優勝）
  - 初場所　柏戸剛
  - 春場所　朝潮太郎
  - 夏場所　佐田の山晋松
  - 名古屋場所　大鵬幸喜
  - 秋場所　大鵬幸喜
  - 九州場所　大鵬幸喜
- プロ野球
  - セ・リーグ優勝　読売ジャイアンツ
  - パ・リーグ優勝　南海ホークス
  - 日本シリーズ優勝　読売ジャイアンツ（4勝2敗）

## 芸術・文化

### 音楽
- デル・シャノン「悲しき街角」
- レイ・チャールズ「旅立てジャック」」
- マーセルズ「ブルームーン」
- 坂本九「上を向いて歩こう」
- 仲宗根美樹「川は流れる」
- 西田佐知子「コーヒー・ルンバ」
- 植木等「スーダラ節」
- 渡辺マリ「東京ドドンパ娘」
- アイ・ジョージ「硝子のジョニー」

### 映画
- ウエスト・サイド物語（監督：ロバート・ワイズ、ジェローム・ロビンズ、音楽：レナード・バーンスタイン）
- 怪獣ゴルゴ
- かくも長き不在（監督：アンリ・コルピ）
- 巨大猿怪獣コンガ
- 101匹わんちゃん
- ビリディアナ（監督：ルイス・ブニュエル）
- 蜜の味（監督：トニー・リチャードソン）
- 世界大戦争
- 豚と軍艦（監督：今村昌平）
- 宮本武蔵（監督：内田吐夢）
- 用心棒（監督：黒澤明）
- モスラ

### 文学
- 芥川賞
  - 第45回（1961年上半期） - 該当作品なし
  - 第46回（1961年下半期） - 宇能鴻一郎『鯨神』
- 直木賞
  - 第45回（1961年上半期） - 水上勉『雁の寺』
  - 第46回（1961年下半期） - 伊藤桂一『螢の川』
- 江戸川乱歩賞
  - 第7回 - 陳舜臣『枯草の根』
- ベストセラー
  - 松本清張『砂の器』

### テレビ
- NHK朝の連続テレビ小説が始まる。（第1回「娘と私」）
- スチャラカ社員
- 夢であいましょう
- 若い季節
- 検事
- シャボン玉ホリデー
- ナショナルプライスクイズ ズバリ!当てましょう
- 特別機動捜査隊
- 七人の刑事
- 教授と次男坊
- 当てましょう買いましょう

### 広告宣伝
- コマーシャル

| キャッチフレーズなど          | 商品名など       | メーカー     | 出演者                           | 音楽                               |
| ----------------------------- | ---------------- | ------------ | -------------------------------- | ---------------------------------- |
| トリスを飲んでHawaiiへ行こう! | トリスウイスキー | 寿屋         | アンクル・トリス（画：柳原良平） | -                                  |
| ♪伊東に行くならハトヤ         | -                | ハトヤホテル | -                                | いずみたく                         |
| ♪日本盛はよいお酒             | 清酒日本盛       | 西宮酒造     | -                                | のぶひろし（詞）・ペギー葉山（歌） |
| ワンサカ娘                    | -                | レナウン     | -                                | 小林亜星（曲）・弘田三枝子（歌）   |

## 誕生

### 1月
- 1月1日 - 伴野豊、政治家
- 1月1日 - 藤岡健一、調教師
- 1月1日 - 星里もちる、漫画家
- 1月1日 - 高野浩幸、俳優
- 1月1日 - オレグ・リャボフ、外交官・ロシア鉄道日本総代表
- 1月2日 - 斉藤仁、元柔道選手（+ 2015年）
- 1月3日 - 柳葉敏郎、俳優
- 1月5日 - 吉竹春樹、元プロ野球選手
- 1月5日 - ヘンリー・コトー、元プロ野球選手
- 1月5日 - 沖泰司、元プロ野球選手
- 1月8日 - きくち正太、漫画家
- 1月8日 - 佐藤政道、男性俳優 ナレーター
- 1月10日 - 西山浩司、タレント
- 1月10日 - 石嶺和彦、元プロ野球選手
- 1月10日 - 大畑徹、元プロ野球選手
- 1月10日 - 近藤満、元プロ野球選手
- 1月10日 - ナージャ・サレルノ＝ソネンバーグ、ヴァイオリニスト
- 1月13日 - 岡崎聡子、元体操選手、元タレント
- 1月17日 - 泰葉、シンガーソングライター・タレント
- 1月18日 - 栗岡英智、元プロ野球選手
- 1月18日 - 小田真也、元プロ野球選手
- 1月18日 - アレクサンドル・モロズ、チェス選手（+ 2009年）
- 1月18日 - ブリジット・オコナー、劇作家・脚本家（+ 2010年）
- 1月20日 - 上島竜兵、お笑いタレント（+ 2022年）
- 1月22日 - 中原茂、声優
- 1月22日 - 山田雅人、タレント
- 1月23日 - 広瀬哲朗、元プロ野球選手
- 1月23日 - 橘慶一郎、実業家
- 1月24日 - ナスターシャ・キンスキー、女優
- 1月26日 - ウェイン・グレツキー、元NHL（北米プロホッケーリーグ）選手
- 1月27日 - 島根恵、ヴァイオリニスト・作曲家
- 1月27日 - 江森浩子、声優
- 1月31日 - 石野真子、女優
- 1月31日 - 河野誉彦、元プロ野球選手

### 2月
- 2月1日 - 黒田アーサー、俳優
- 2月1日 - 木戸克彦、元プロ野球選手
- 2月2日 - 大野雄次、元プロ野球選手
- 2月4日 - 井上荒野、小説家
- 2月7日 - 山本亨、俳優
- 2月9日 - 楠瀬誠志郎、シンガーソングライター
- 2月10日 - 池田成、アニメーション監督
- 2月12日 - 花山佳子、女優
- 2月13日 - 青島利幸、放送作家・脚本家・作詞家（+ 2017年[24]）
- 2月15日 - 松浦英信、元プロ野球選手
- 2月17日 - 服部真湖、タレント
- 2月17日 - オリヴィエ・シャルリエ、ヴァイオリニスト
- 2月18日 - 影山ヒロノブ、アニメソング歌手、ミュージシャン、レイジー
- 2月18日 - 宮川彬良、作曲家
- 2月22日 - 高崎晃、ギタリスト、ミュージシャン、レイジー・LOUDNESS
- 2月26日 - 増田隆宣、キーボーディスト、B'zのサポートメンバー
- 2月27日 - 徳永英明、歌手
- 2月27日 - 遥洋子、タレント・作家・フェミニスト
- 2月27日 - ジェームズ・ウォージー、元バスケットボール選手
- 2月28日 - 田原俊彦、歌手、俳優
- 2月28日 - レイ・ドーン・チョン、カナダの女優
- 2月28日 - マーク・レイサム、政治家
- 2月28日 - 豊原豊、プロ野球選手

### 3月
- 3月1日 - 隆三杉太一、元大相撲力士・小結、現・千賀ノ浦親方
- 3月3日 - 上田現、シンガーソングライター、作曲家、音楽プロデューサー（+ 2008年）
- 3月4日 - 浅野温子、女優
- 3月4日 - 金子柱憲、プロゴルファー
- 3月5日 - 永塚るり子、モデル
- 3月7日 - 高市早苗、政治家
- 3月7日 - 北野明仁、プロ野球選手
- 3月8日 - 江川達也、漫画家
- 3月10日 - ショッカーO野、声優、イベントプロデューサー
- 3月10日 - マイク・バークベック、元プロ野球選手
- 3月10日 - 中島千里、声優
- 3月11日 - 大久保勉、政治家
- 3月12日 - 村井一男、元プロ野球選手
- 3月12日 - カネケヤキ（競走馬）、二冠馬（+ 1995年）　サラブレッド牝馬の日本長寿記録を保持
- 3月12日 - 太田敏之、プロ野球選手
- 3月13日 - 島田雅彦、小説家
- 3月14日 - 斉藤とも子、女優
- 3月15日 - 岡本哲司、元プロ野球選手
- 3月15日 - ファビオ・ビオンディ、ヴァイオリニスト・指揮者
- 3月15日 - サビーネ・ベース、フィギュアスケート選手
- 3月18日 - 高本昇一、プロ野球選手
- 3月19日 - いとうせいこう、小説家
- 3月20日 - 矢作芳人、調教師
- 3月21日 - 森下知幸、高校野球指導者（+ 2024年）
- 3月21日 - ローター・マテウス、元サッカー選手
- 3月21日 - 城福浩、サッカー監督
- 3月23日 - 出光ケイ、スポーツキャスター
- 3月27日 - 松本孝弘、ミュージシャン
- 3月27日 - 津久井教生、声優
- 3月28日 - おかけんた、漫才師
- 3月28日 - グレン・デービス、元プロ野球選手
- 3月29日 - 鮎川麻弥、シンガーソングライター
- 3月30日 - マイク・サックウェル、元F1ドライバー
- 3月31日 - 寺島まゆみ、女優・歌手
- 3月31日 - 戸川純、女優・歌手

### 4月
- 4月1日 - 高橋克実、俳優・タレント
- 4月1日 - 羽場裕一、俳優
- 4月2日 - シンザン（競走馬）、三冠馬（＋1996年）　サラブレッドの日本長寿記録を保持
- 4月3日 - エディ・マーフィ、俳優
- 4月3日 - ブラボー中谷、マジシャン
- 4月3日 - 小沢誠、元プロ野球選手
- 4月3日 - アンジェロ・ダリーゴ、飛行家・冒険家（+ 2006年）
- 4月5日 - 藤村雅人、元プロ野球選手
- 4月6日 - 石川晃、元プロ野球選手
- 4月6日 - 鈴木ケイザブロー、ラジオパーソナリティ
- 4月7日 - 森脇稔、高校野球指導者
- 4月11日 - 角田信朗、格闘家
- 4月11日 - ときた洸一、漫画家
- 4月12日 - 長沼毅、科学者
- 4月13日 - 牛島和彦、元プロ野球選手
- 4月15日 - キャロル・W・グライダー、分子生物学者
- 4月16日 - 藤本貴久、元プロ野球選手
- 4月17日 - ブーマー・アサイアソン、元アメリカンフットボール選手
- 4月18日 - ゴージャス松野、タレント・プロレスラー
- 4月18日 - フランコ・チェザリーニ、作曲家・指揮者
- 4月20日 - 阿部慶二、元プロ野球選手
- 4月20日 - ドン・マッティングリー、メジャーリーガー
- 4月21日 - 今井雅之、俳優（+ 2015年）
- 4月21日 - 千葉弥生、歌手（祐子と弥生）
- 4月21日 - 千葉祐子、歌手（祐子と弥生）
- 4月23日 - 北安博、元プロ野球選手
- 4月23日 - ピエルルイジ・マルティニ、元F1ドライバー
- 4月23日- 北原遥子、女優（+ 1985年）
- 4月24日 - 戸塚哲也、元プロサッカー選手（元日本代表）、サッカー指導者
- 4月25日 - 長谷川裕一、漫画家
- 4月25日 - まるたまり、声優、歌手
- 4月26日 - 栗山英樹、元プロ野球選手、プロ野球監督
- 4月26日 - 島本和彦、漫画家
- 4月26日 - 仲野和男、元プロ野球選手
- 4月26日 - 山田修、政治家
- 4月29日 - 田中豊雪、ベーシスト
- 4月29日 - 立木文彦、声優
- 4月30日 - アイザイア・トーマス、NBA選手

### 5月
- 5月1日 - 笹木綾子、声優
- 5月2日 - 山崎章弘、プロ野球選手
- 5月4日 - 水谷イズル、アーティスト
- 5月5日 - 馳浩、元プロレスラー、政治家
- 5月5日 - 渋谷哲平、俳優・歌手
- 5月5日 - 杉永政信、元プロ野球選手、審判
- 5月5日 - 春川正明、読売テレビ解説委員
- 5月6日 - ジョージ・クルーニー、俳優
- 5月8日 - 田上明、元十両玉麒麟、元プロレスラー
- 5月9日 - T.AKIRA（フィンガー5）、歌手
- 5月9日 - 鶴田謙二、漫画家
- 5月10日 - 大石圭、作家
- 5月10日 - 藤あや子、演歌歌手
- 5月10日 - 白坂契、トレーナー
- 5月12日 - 渡辺徹、俳優、タレント（+ 2022年）
- 5月13日 - 佐渡裕、指揮者
- 5月13日 - デニス・ロッドマン、NBA選手
- 5月17日 - エンヤ、シンガーソングライター
- 5月17日 - つのごうじ、作曲家、編曲家、シンガーソングライター
- 5月18日 - 新田万紀子、声優（+ 2018年[25]）
- 5月20日 - ラルフ・ブライアント、元プロ野球選手
- 5月20日 - 髙野光、元プロ野球選手（+ 2000年）
- 5月21日 - 赤田昌人、俳優、スーツアクター
- 5月21日 - 野崎透、アニメのスペシャルコンセプター
- 5月24日 - 哀川翔、俳優
- 5月24日 - 真保裕一、小説家・脚本家
- 5月27日 - 内田強、元プロ野球選手
- 5月27日 - 岡島厚、元プロ野球選手
- 5月28日 - 辛島美登里、シンガーソングライター
- 5月30日 - キティ・カルザース、フィギュアスケート選手

### 6月
- 6月1日 - 佐藤誠一、元プロ野球選手
- 6月1日 - エフゲニー・プリゴジン、ロシアの民間軍事会社「ワグネル・グループ」創設者（+ 2023年）
- 6月3日 - 黒田知永子、ファッションモデル
- 6月3日 - ホセ・トレンティーノ、元プロ野球選手
- 6月7日 - 手塚理美、女優
- 6月7日 - 岡崎郁、元プロ野球選手
- 6月7日 - 白井一幸、元プロ野球選手
- 6月9日 - マイケル・J・フォックス、俳優
- 6月9日 - アーロン・ソーキン、劇作家・脚本家・テレビプロデューサー
- 6月10日 - 岡本吉起、ゲームクリエイター
- 6月10日 - 長冨浩志、元プロ野球選手
- 6月11日 - 吉田康夫、元プロ野球選手
- 6月12日 - 高橋一彦、元プロ野球選手
- 6月13日 - 宮脇健、俳優
- 6月13日 - 辻丸耕平、AV男優
- 6月14日 - 原秀則、漫画家
- 6月15日 - 岩崎良美、歌手
- 6月15日 - 田鎖博美、元プロ野球選手
- 6月15日 - 春やすこ、タレント
- 6月16日 - 林泰宏、プロ野球選手
- 6月17日 - 山寺宏一[26]、タレント・声優・俳優
- 6月17日 - ミッキー・ブラントリー、元プロ野球選手
- 6月18日 - 逆鉾昭廣、元大相撲力士・関脇、14代井筒親方（+ 2019年[27]）
- 6月18日 - アンドレス・ガララーガ、メジャーリーガー
- 6月19日 - 神谷万丈、国際政治学者
- 6月21日 - 柳田理科雄 - 作家　空想科学読本シリーズの著者
- 6月21日 - ジョン・ムウェテ・ムルアカ　元政治家秘書・タレント・空手家（+ 2023年）
- 6月22日 - 大坪幸夫、元プロ野球選手
- 6月22日 - 今村豊、競艇選手
- 6月23日 - みのや雅彦、フォークシンガー
- 6月23日 - 小松崎善久、元プロ野球選手
- 6月24日 - 清水圭、タレント
- 6月24日 - レベッカ・ソルニット、女流作家
- 6月24日 - 井上由美子、脚本家
- 6月26日 - 鍋屋道夫、元プロ野球選手
- 6月27日 - 益荒雄広生、元大相撲力士・関脇、現・阿武松親方
- 6月28日 - 遠藤憲一、俳優
- 6月28日 - 西岡良洋、元プロ野球選手
- 6月28日 - 上野敬三、プロ野球選手

### 7月
- 7月1日 - ダイアナ妃、英国王チャールズ3世（当時皇太子）の妃（+ 1997年）
- 7月1日 - カール・ルイス、陸上選手
- 7月3日 - 鎮西孝彦、経営学評論家、特定社会保険労務士
- 7月4日 - 板沢峰生、元プロ野球選手（+ 1980年）
- 7月4日 - マーガレット・エドソン、劇作家
- 7月5日 - 日渡早紀、漫画家
- 7月6日 - 伊藤達也、政治家
- 7月8日 - 三谷幸喜、脚本家
- 7月10日 - 鴻野淳基、元プロ野球選手
- 7月10日 - 木村竹志、元プロ野球選手
- 7月10日 - 清水美恵、歌手
- 7月10日 - ジャッキー・チュン、香港の俳優・歌手
- 7月12日 - 糟谷敏秀、経済産業官僚
- 7月13日 - 大槻東巳、物理学者
- 7月14日 - 斉藤慶子、女優・タレント
- 7月16日 - 高田博久、元プロ野球選手
- 7月16日 - 成田幸洋、元プロ野球選手
- 7月17日 - 加藤淳、デザイナー
- 7月18日 - 松原のぶえ、演歌歌手
- 7月18日 - アラン・パーデュー、元サッカー選手・サッカー指導者
- 7月19日 - 中田秀夫、映画監督
- 7月19日 - ニール・マッケンジー、ライダー
- 7月21日 - 藤田東吾、イーホームズ代表取締役社長
- 7月21日 - 安穂野香、ミュージシャン
- 7月21日 - ポール・デュシュネー、フィギュアスケート選手
- 7月25日 - ジャガー横田、女子プロレスラー
- 7月25日 - 山本昭良、プロ野球選手
- 7月27日 - 矢田万寿男、プロ野球選手
- 7月28日 - 桂銀淑、演歌歌手
- 7月30日 - ローレンス・フィッシュバーン、俳優

### 8月
- 8月2日 - 崔健、ミュージシャン
- 8月4日 - バラク・オバマ、アメリカ合衆国第44代大統領
- 8月4日 - 杉原徹、ミュージシャン
- 8月5日 - マイケル富岡、タレント
- 8月5日 - 藤吉久美子、女優・声優・ナレーター
- 8月6日 - 根岸貴幸、作曲家、編曲家、音楽プロデューサー
- 8月8日 - DJ KOO、ミュージシャン、タレント
- 8月8日 - 久保田雅人、タレント・声優
- 8月9日 - ハイヒールリンゴ、お笑いタレント（ハイヒール）
- 8月9日 - 三木聡、映画監督
- 8月10日 - 梨本謙次郎、俳優
- 8月10日 - ハイバトゥッラー・アクンザダ、ターリバーンの代表者、アフガニスタン（アフガニスタン・イスラム首長国）のアミール（2021-）
- 8月11日 - 手塚眞、映像作家
- 8月13日 - 近藤芳正、俳優
- 8月14日 - 安斎レオ、玩具プロヂューサー
- 8月14日 - 都並敏史、元プロサッカー選手（元日本代表）、サッカー指導者、サッカー解説者
- 8月16日 - 日野善朗、元プロ野球選手
- 8月16日 - 森隆峰、プロ野球選手
- 8月17日 - 青柳隆志、学者・声優
- 8月17日 - 鈴木淳 - サッカー監督
- 8月17日 - 速水健二、AV男優
- 8月18日 - ジャック・ハウエル、元プロ野球選手
- 8月19日 - 佐藤ゆかり、経済学者・政治家
- 8月19日 - よしだみほ、漫画家
- 8月20日 - 田辺信宏、政治家
- 8月22日 - 金田賢一、俳優
- 8月22日 - 田中学、元プロ野球選手
- 8月23日 - 高橋ひとみ、女優
- 8月24日 - 岡田美里、女優
- 8月24日 - 銚子利夫、元プロ野球選手
- 8月26日 - 下成佐登子、歌手
- 8月26日 - 須田慎一郎、ジャーナリスト
- 8月28日 - 城戸真亜子、画家・タレント
- 8月30日 - 所十三、漫画家
- 8月31日 - 杏里、シンガーソングライター
- 8月31日 - 栗田卓也、官僚

### 9月
- 9月2日 - 原哲夫、漫画家
- 9月2日 - 青羽美代子、声優
- 9月2日 - ジェフ・ラッセル、メジャーリーガー
- 9月2日 - カルロス・バルデラマ、元サッカー選手
- 9月5日 - マルカンドレ・アムラン、ピアニスト
- 9月7日 - ジャン＝イヴ・ティボーデ、ピアニスト
- 9月8日 - 浜岡浩幸、プロ野球選手
- 9月10日 - 栄村忠広、元プロ野球選手
- 9月10日 - 和泉実、アマチュア野球指導者
- 9月12日 - 高橋ロジャー和久、ドラマー
- 9月14日 - 関根浩史、元プロ野球選手
- 9月15日 - ダン・マリーノ、元アメリカンフットボール選手
- 9月18日 - 中井貴一、俳優
- 9月18日 - ジェームズ・ガンドルフィーニ、俳優（+ 2013年[28]）
- 9月19日 - 高橋美紀、声優
- 9月21日 - 清川栄治、元プロ野球選手（+ 2024年）
- 9月21日 - 山村達也、プロ野球選手
- 9月22日 - ビンス・コールマン、メジャーリーガー
- 9月24日 - ジョン・ローガン、脚本家・劇作家
- 9月24日 - 谷川哲也、プロ野球選手
- 9月25日 - 志賀正浩、元プロ野球選手
- 9月25日 - 清水治美、元プロ野球選手
- 9月25日 - トレイシー・ウィルソン、フィギュアスケート選手
- 9月25日 - 中村貴子、歌手、ラジオパーソナリティ
- 9月25日 - フランキー・ランドール、プロボクサー（+ 2020年）
- 9月26日 - 歌野晶午、推理作家
- 9月26日 - 光石研、俳優
- 9月27日 - アンディ・ラウ、香港の俳優・歌手
- 9月27日 - 小林敦美、プロ野球選手
- 9月30日 - エリック・ヴァン・デ・ポール、元F1ドライバー

### 10月
- 10月2日 - 向井昭吾、ラグビーユニオン監督
- 10月3日 - 藤田浩雅、元プロ野球選手
- 10月4日 - 浅野妙子、脚本家
- 10月4日 - 辻裕教、法務省事務次官
- 10月4日 - 高橋和希、漫画家、イラストレーター (+ 2022年)
- 10月5日 - クラウディア・クリストフィクス＝ビンダー、フィギュアスケート選手
- 10月5日 - 阿久根謙司、野球選手、アマチュア野球指導者
- 10月6日 - 中居謹蔵、元プロ野球選手
- 10月6日 - 松田美由紀、女優・写真家
- 10月7日 - 佐々木倫子、漫画家
- 10月7日 - 鹿島忠、元プロ野球選手
- 10月7日 - 日高逸子、競艇選手
- 10月8日 - 岩切英司、元プロ野球選手
- 10月9日 - 永田利則、元プロ野球選手
- 10月9日 - ジュリアン・ベイリー、元F1ドライバー
- 10月10日 - 佛田洋、特撮監督
- 10月10日 - ジョディ・ベンソン、女優・声優
- 10月10日 - ドリーン・ボイド、モデル
- 10月11日 - スティーブ・ヤング、元アメリカンフットボール選手
- 10月14日 - 熊谷真菜、生活文化研究家
- 10月15日 - キムラ緑子、女優
- 10月16日 - 風間八宏、サッカー指導者、元プロサッカー選手（元日本代表）
- 10月17日 - 植田尚樹、ギタリスト、作曲家
- 10月17日 - 賀来千香子、女優
- 10月20日 - 富沢美智恵、声優
- 10月21日 - 唐沢なをき、漫画家
- 10月22日 - 石橋貴明、タレント
- 10月22日 - 土佐尚子、美術家
- 10月23日 - 粂井高雄、発明家
- 10月23日 - アンドニ・スビサレータ、元サッカー選手
- 10月24日 - 秋山裕靖、元山形放送アナウンサー
- 10月25日 - 石住昭彦、舞台俳優・声優
- 10月28日 - ボブ・メルビン、プロ野球指導者、元メジャーリーガー
- 10月29日 - 山中潔、元プロ野球選手
- 10月30日 - 西島義則、競艇選手

### 11月
- 11月1日 - 中村弘道、元プロ野球選手
- 11月1日 - 前田浩、俳優、スーツアクター
- 11月1日 - アン・ドノバン、バスケットボール選手・指導者
- 11月2日 - 滝口光則、元プロ野球選手
- 11月2日 - k.d.ラング、シンガーソングライター
- 11月4日 - 福田治男、高校野球指導者
- 11月7日 - 種ともこ、シンガーソングライター
- 11月9日 - 坂本佳一、野球選手
- 11月12日 - ナディア・コマネチ、元体操選手
- 11月12日 - 石川寛美、女優・声優
- 11月12日 - 長嶋清幸、元プロ野球選手
- 11月12日 - グレッグ・ギャグニー、メジャーリーガー
- 11月12日 - エンツォ・フランチェスコリ、元サッカー選手
- 11月13日 - 長谷川雄啓、音楽ライター・ディスクジョッキー
- 11月14日 - 横見浩彦、トラベルライター
- 11月14日 - D・B・スウィーニー、俳優
- 11月15日 - 小早川毅彦、元プロ野球選手
- 11月16日 - 沼川浩子、アナウンサー（+ 1988年）
- 11月18日 - 津田直士、作曲家、音楽プロデューサー
- 11月19日 - メグ・ライアン、女優
- 11月20日 - 酒井芳子、元アイドル（アイドリング!!!38号）、アイドリング!!!14号・酒井瞳の実母
- 11月20日 - ピエール・エルメ、パティシエ・ショコラティエ
- 11月20日 - 山口英彰、水産庁長官
- 11月21日 - 川村万梨阿、声優
- 11月22日 - 金敷一美、元プロ野球選手
- 11月22日 - スティーヴン・ハフ、ピアニスト・作曲家・作家
- 11月23日 - 士郎正宗、漫画家
- 11月23日 - トマス・ツェートマイアー、ヴァイオリニスト・指揮者
- 11月27日 - 金秀吉、映画監督・脚本家
- 11月28日 - 小木茂光、俳優

### 12月
- 12月4日 - 茶風林、声優
- 12月4日 - 茅場孝史、プロ野球選手
- 12月5日 - 松井孝夫、作曲家
- 12月6日 - マヌエル・ロイター、レーシングドライバー
- 12月9日 - 斉藤実、警察官僚、第96代警視総監
- 12月11日 - 山岡勝、元プロ野球選手
- 12月13日 - 合田道人、作家、歌手
- 12月13日 - 池内ひろ美、評論家
- 12月15日 - 青山勝、俳優、声優
- 12月18日 - ブライアン・オーサー、フィギュアスケート選手、コーチ
- 12月18日 - 塩川鉄也、政治家
- 12月18日 - 伍代夏子、演歌歌手
- 12月18日 - 大月俊倫、プロデューサー、実業家
- 12月19日 - 海津亮介、俳優
- 12月19日 - 香川伸行、元プロ野球選手（+ 2014年[29]）
- 12月19日 - レジー・ホワイト、アメリカンフットボール選手（+ 2004年）
- 12月20日 - フレディ・スペンサー、元オートバイレーサー
- 12月20日 - 青木たかお、漫画家
- 12月21日 - 佐藤満、レスリング選手
- 12月21日 - 和田雅樹、検察官
- 12月24日 - 北川悦吏子、脚本家、映画監督
- 12月24日 - 島津悦子、演歌歌手
- 12月26日 - 川原和久、俳優
- 12月26日 - 仁村徹、元プロ野球選手
- 12月26日 - ジム・トレーバー、元プロ野球選手
- 12月27日 - 堤大二郎、俳優
- 12月29日 - 越前屋俵太、タレント
- 12月30日 - ベン・ジョンソン、陸上選手
- 12月31日 - リック・アギレラ、メジャーリーガー

### 誕生日不詳
- はまの省蔵、映画監督

## 死去
- 1月4日 - エルヴィン・シュレーディンガー、物理学者（* 1887年）
- 1月10日 - ダシール・ハメット、推理作家（* 1894年）
- 1月14日 - バリー・フィッツジェラルド、俳優（* 1888年）
- 1月16日 - 3代目桂三木助、落語家（* 1902年）
- 1月16日 - 古川緑波、コメディアン（* 1903年）
- 1月17日 - パトリス・ルムンバ、コンゴ独立運動の指導者・首相（* 1925年）
- 1月28日 - 伊藤晴雨、画家（* 1882年）
- 2月13日 - 村松梢風、小説家（* 1889年）
- 2月15日 - マリベル・ビンソン、フィギュアスケート選手（* 1911年）
- 2月16日 - 齊藤知一郎、実業家・大昭和製紙創業者（* 1889年）
- 2月16日 - ダジー・ヴァンス、メジャーリーガー（* 1891年）
- 2月20日 - パーシー・グレインジャー、作曲家・ピアニスト（* 1882年）
- 2月21日 - 下中弥三郎、実業家・平凡社創業者（* 1878年）
- 2月21日 - 赤木圭一郎、俳優（* 1939年）
- 2月27日 - 加藤春雄、プロ野球選手（* 1917年）
- 3月1日 - 林桂、元陸軍中将（* 1879年）
- 3月3日 - パウル・ウィトゲンシュタイン、ピアニスト（* 1887年）
- 3月8日 - トーマス・ビーチャム、指揮者（* 1879年）
- 3月8日 - 松平晃、歌手（* 1911年）
- 3月16日 - ヴァーツラフ・ターリヒ、指揮者（* 1883年）
- 3月19日 - 河島光広、漫画家（* 1931年）
- 3月26日 - 宮城山正見、元力士（* 1889年）
- 4月5日 - 都築正男、医学者（* 1892年）
- 4月6日 - ジュール・ボルデ、細菌学者（* 1870年）
- 4月6日 - 金成マツ、ユーカラの伝承者として知られるアイヌ女性（* 1875年）
- 4月7日 - ヴァネッサ・ベル、画家・インテリアデザイナー（* 1879年）
- 4月9日 - ゾグー1世、元アルバニア国王（* 1895年）
- 4月18日 - 長田新、教育学者（* 1887年）
- 4月28日 - トム・コナリー、メジャーリーグ審判（* 1870年）
- 4月30日 - 朝潮太郎 (2代)、大相撲の力士・元大関（* 1879年）
- 5月3日 - 柳宗悦、思想家、民芸運動家（* 1889年）
- 5月4日 - モーリス・メルロー＝ポンティ、思想家（* 1908年）
- 5月11日 - 小川未明、児童文学者（* 1882年）
- 5月13日 - ゲイリー・クーパー、俳優、癌により自宅で死亡[30]（* 1901年）
- 5月15日 - 佐々木千里、劇団主宰者（* 1891年）
- 5月16日 - 喜多村緑郎、俳優（* 1871年）
- 5月19日 - アーノルド・ゲゼル、心理学者（* 1880年）
- 5月21日 - 花井蘭子、女優（* 1918年）
- 6月1日 - 牧野良三、政治家（* 1885年）
- 6月6日 - カール・グスタフ・ユング、精神科医・心理学者（* 1875年）
- 6月9日 - 知里真志保、言語学者（* 1909年）
- 6月23日 - 青野季吉、文芸評論家（* 1890年）
- 6月30日 - リー・ド・フォレスト、発明家・技術者（* 1873年）
- 7月1日 - ルイ＝フェルディナン・セリーヌ、小説家（* 1894年）
- 7月2日 - アーネスト・ヘミングウェイ、小説家（* 1899年）
- 7月17日 - タイ・カッブ、プロ野球選手（* 1886年）
- 7月17日 - エド・ロイルバック、メジャーリーガー（* 1882年）
- 7月19日 - ポール・メリル、天文学者（* 1887年）
- 7月22日 - 森律子、女優（* 1890年）
- 7月23日 - 東久邇成子、昭和天皇第一皇女（* 1925年）
- 7月28日 - 大藤信郎、アニメーション作家（* 1900年）
- 7月28日 - 外村繁、小説家（* 1902年）
- 8月5日 - 北昤吉、思想家・政治家（* 1885年）
- 8月8日 - 梅蘭芳、京劇俳優（* 1894年）
- 8月14日 - クラーク・アシュトン・スミス、ファンタジー小説家（* 1893年）
- 8月20日 - パーシー・ブリッジマン、物理学者（* 1882年）
- 8月25日 - 熊崎健翁、運命学研究者（* 1882年）
- 8月26日 - ヴラディーミル・ソフロニツキー、ピアニスト（* 1901年）
- 9月10日 - ヴォルフガング・フォン・トリップス、F1ドライバー（* 1928年）
- 9月12日 - 麻生豊、漫画家（* 1898年）
- 9月18日 - ダグ・ハマーショルド、第2代国際連合事務総長（* 1905年）
- 9月20日 - アンジェイ・ムンク、映画監督（* 1929年）
- 9月21日 - 宇野浩二、小説家（* 1891年）
- 10月3日 - 田中都吉、外交官（* 1877年）
- 10月11日 - チコ・マルクス、コメディアン・マルクス兄弟（* 1887年）
- 10月11日 - 片山敏彦、詩人・文学研究者（* 1898年）
- 10月19日 - セルヒオ・オスメニャ、第4代フィリピン大統領（* 1878年）
- 10月21日 - カール・コルシュ、マルクス主義理論家（* 1886年）
- 10月29日 - 長与善郎、作家・劇作家（* 1888年）
- 11月3日 - 伊藤道郎、ダンサー（* 1893年）
- 11月15日 - 竹田敏彦、劇作家・小説家（* 1891年）
- 11月17日 - 森田素夫、小説家（* 1911年）
- 11月17日 - ベニー・カウフ、メジャーリーガー（* 1890年）
- 11月20日 - 小倉正恒、住友財閥第六代総理事・元国務大臣・大蔵大臣（* 1875年）
- 11月28日 - 津村謙、歌手（* 1923年）
- 12月4日 - 津田左右吉、歴史学者（* 1873年）
- 12月6日 - フランツ・ファノン、思想家（* 1925年）
- 12月7日 - 葛原しげる、童謡詩人・童話作家（* 1886年）
- 12月9日 - アルベルト・ブロッホ、画家・翻訳家（* 1882年）
- 12月15日 - ダミー・ホイ、メジャーリーガー（* 1862年）
- 12月20日 - 風見章、政治家（* 1886年）
- 12月25日 - 矢内原忠雄、経済学者・元東京大学総長（* 1893年）

## ノーベル賞
- 物理学賞 - ロバート・ホフスタッター、ルドルフ・メスバウアー
- 化学賞 - メルヴィン・カルヴィン
- 生理学・医学賞 - ゲオルグ・フォン・ベケシ
- 文学賞 - イヴォ・アンドリッチ
- 平和賞 - ダグ・ハマーショルド